# Сторожев, Владимир Васильевич
Владимир Васильевич Сторожев (род. 1935) — советский учёный, доктор технических наук, специалист в области проектирования швейных машин, профессор и заведующий (до 2016 года) кафедры машин и аппаратов легкой промышленности МГУДТ, заслуженный деятель науки и техники РФ, академик Международной академии наук высшей школы.

## Биография
Кандидат технических наук (1965), доктор технических наук (1978). Ученик доктора технических наук, профессора Комиссарова А. И, которого сменил в заведовании  кафедрой машин и аппаратов легкой промышленности МТИЛП.

## Основные достижения
Как специалист в области машиноведения швейного и обувного производства подготовил ряд учебников по одноименной специальности. Подготовил не менее 13 кандидатов технических наук, 3 из которых стали докторами технических наук.

## Основные труды
- Сторожев В.В. Машины и аппараты легкой промышленности: учебник для студентов высших учебных заведений, обучающихся по специальности «Машины и аппараты текстильной и легкой промышленности» направления подготовки «Технологические машины и оборудование» / В. В. Сторожев. - Москва : Академия, 2010. – 395 с.
- Сторожев В. В. Лабораторный практикум по машинам и аппаратам обувного производства: учебное пособие для студентов вузов / В. В. Сторожев, В. П. Корнилов. – М.: Легкая индустрия, 1972. – 192 с.
- Проектирование и расчет машин обувных и швейных производств: учебное пособие для вузов по спец. «Машины и аппараты легкой промышленности» / А. И. Комиссаров, В. В. Жуков, В. М. Никифоров, В. В. Сторожев; под ред. А. И. Комиссарова. – М.: Машиностроение, 1978. – 431 с.
- Машины, машины-автоматы и автоматические линии легкой промышленности: учебник для вузов / А. А. Анастасиев,, Н. Н. Архипов, А. Н. Жаров и др. – М.: Легкая и пищевая промышленность, 1983. – 352 с.
- Сторожев В.В. Системотехника и мехатроника технологических машин и оборудования: монография / В. В. Сторожев, Н. А. Феоктистов. – М.: Дашков и К, 2015. – 411 с.

## Награды
- За многолетнюю плодотворную деятельность на благо города Москвы и его жителей  (30 июня 2010 г.)
- За безупречную службу городу Москве L лет